# Église Saint-Didier de Cantenac
Pour les articles homonymes, voir Église Saint-Didier.
L'église Saint-Didier est une église catholique située à Cantenac, en France.

## Localisation
L'église est située dans le département français de la Gironde, sur la commune de Cantenac.

## Historique
L'édifice est classé au titre des monuments historiques en 1995.
Elle a été construite entre 1774 et 1783. 
L'abbaye Saint-Pierre de Vertheuil possédait le bénéfice cure de la paroisse.